# Marie Sidonia de Lenoncourt
Marie Sidonia de Lenoncourt, Dame de Marolles (* 1650 auf Schloss Marolles; † Dezember 1685), durch ihre Ehe Marquise de Courcelles, war eine französische Aristokratin und Memorialistin aus dem Haus Lenoncourt.

## Leben

### Kindheit und Jugend
Marie Sidonia de Lenoncourt war die Tochter von Joachim de Lenoncourt, Marquis de Marolles, Bailli von Bar-sur-Seine, Lieutenant-général und Gouverneur von Thionville, und Isabella Klara Eugenia von Cronberg, Tochter von Adam Philipp XI. von Cronberg. Als Marie Sidonia vier Jahre alt war, wurde ihr Vater bei Mussy-sur-Seine getötet. Sie bekam daraufhin Louis François de Brancas, Duc de Villars, ihren angeheirateten Onkel, als Vormund, während ihre Mutter wegen ihres Lebenswandels von der Erziehung ihrer Kinder ausgeschlossen wurde. Marie Sidonia wurde ihrer Tante Marie de Lenoncourt übergeben, Äbtissin des Klosters Saint-Loup bei Orléans, bei der sie die nächsten zehn Jahre verbrachte.
Durch den Tod ihres Bruders Louis Anne de Lenoncourt im Jahr 1665 wurde Marie Sidonia die Erbin der Familie, was in Paris schnell das Interesse an ihr weckte. Der Minister Jean-Baptiste Colbert regte an und König Ludwig XIV. befahl, sie nach Paris zu holen: Colberts Plan war es, Marie Sidonia mit seinem Bruder François Édouard Colbert zu verheiraten.
Sie wurde Marie de Bourbon-Condé (1606–1692), der verwitweten Comtesse de Soissons anvertraut, die im Hôtel de Soissons, dem Palais ihres Sohnes Eugen Moritz von Savoyen-Carignan, Comte de Soissons, lebte, wo sie auf jene Prinzessinnen traf, die aus dem Hôtel ein Zentrum von Affären und Intrigen gemacht hatten (u. a. auch jene, der 1661 Nicolas Fouquet zum Opfer gefallen war) – und deren Lebensstil dem, den Marie Sidonia aus dem Kloster bei Orléans kannte, diametral gegenüberstand:
- Olympia Mancini (1639–1708), die Nichte des Kardinal Mazarins und Ehefrau des Hausherrn (die allerdings von April 1665 bis Herbst 1666 wegen ihrer Verwicklung in die Affäre um Louise de La Vallière, der bis dahin geheimem Mätresse des Königs, vom Hofe verbannt war, weswegen sie und ihr Ehemann in dieser Zeit in der Champagne lebten, wo er Gouverneur war)
- Louise Christine de Savoie-Carignan (1627–1689), Schwester des Hausherrn, die zwar die Ehefrau des badischen Erbgrafen Ferdinand Maximilian von Baden-Baden war, aber darf bestanden hatte, in Paris zu leben
- Marie de Rohan (1600–1679), die berühmte Duchesse de Chevreuse
- Marie de Neufville de Villeroy (um 1609–1688), Freundin Louise Christines und Schwester von Nicolas de Neufville, Duc de Villeroy (1598–1685), dem ehemaligen und immer noch einflussreichen Erzieher Ludwigs XIV.

Marie de Neufville de Villeroy hatte aus ihrer zweiten Ehe einen Sohn, Charles Ferdinand de Champlais, den mittellosen Marquis de Courcelles (sein Vater hatte sich beim Bau seines Schlosses in Courcelles ruiniert), und die Prinzessinnen beschlossen, mit ihm (und ihren Beziehungen) in Konkurrenz zu Colbert zu treten. Die Ehe wurde arrangiert, der König stimmte Villeroys Bitte zu, und Marie Sidonia ließ sich mit dem Versprechen überzeugen, dass man sie nie zwingen werde, Paris zu verlassen. Die Hochzeit fand am 19. Februar 1666 in der Kapelle des Hôtel de Soissons im kleinsten Kreis statt und ohne die Familie der Braut, den Vormund Villars eingeschlossen, zu informieren.
Bereits nach einem Monat war in Paris allgemein bekannt, dass die Ehe gescheitert war – an eine Auflösung war jedoch nicht zu denken, da der König den Ehevertrag mit unterschrieben hatte, wodurch dieser sogar dem Parlement entzogen war.

## Die Ehe mit dem Marquis de Courcelles
In dieser Situation verliebte sich der Minister Louvois in die Marquise de Courcelles und die Prinzessinnen sahen sofort die Gelegenheit, ihn über Marie Sidonia in ihren Kreis einzubinden (entsprechende Gerüchte wurden gestreut) und dadurch ihren Einfluss am Hof deutlich zu steigern. Die Marquise de Courcelles hatte sich jedoch ihrerseits in François de Neufville, Marquis de Villeroy (1644–1730) verliebt, einen Vetter ihres Mannes, der wiederum der Liebhaber von Catherine Charlotte de Gramont (1639–1678), Fürstin von Monaco, war. Villeroy schenkte beiden Frauen seine Aufmerksamkeit, die veränderte Lage wurde bekannt und kompliziert, als Louvois und die Fürstin von Monaco sich eifersüchtig zeigten, sich betrogen fühlten und den Marquis de Courcelles ins Bild setzten. Die Affäre endete vorläufig, als Villeroy und Courcelles im Devolutionskrieg eingesetzt wurden und Marie Sidonia sich vom Hof zurückzog. Als Villeroy zurückkehrte, flammte die Beziehung zwischen Villeroy und Marie Sidonia wieder auf. Louvois schritt erneut ein, beendete durch seinen Einfluss Villeroys Karriere, der erst wieder 1680 an den Hof zurückkehren durfte, und ließ die Marquise de Courcelles in ein Kloster bringen – wo sie auf Hortense Mancini traf, die sich hier befand, weil sie sich geweigert hatte, ihren Ehemann Armand-Charles de La Porte, Duc de Mazarin, ins Elsass zu begleiten. Nach einigen Monaten durfte Hortense in Begleitung der Marquis de Courcelles in das Palais Mazarin ihres Onkels (heute das Palais Royal), zurückkehren.
Als der Marquis de Courcelles aus dem Krieg zurückkehrte, holte er seine Frau aus dem Palais Mazarin, sperrte sie ein und verübte dann einen Giftanschlag auf sie (wohl ein Säureattentat), wonach sie drei Monate krank war und einen weiteren Monat in das Kloster ihrer Tante nach Orléans ging – um dann nach Paris zurückzukehren und sich mit ihrem Ehemann auszusöhnen, mit dem Ziel, ihr Salonleben wieder aufzunehmen, das ihr während ihrer Erkrankung und in Orléans gefehlt hatte, bis sie und Hortense Mancini sich in den gleichen Mann verliebten und eine weitere Runde aus Eifersucht und Verrat eingeläutet wurde. Der Duc de Mazarin stürzte sich trotz des königlichen Verbots in ein Duell, das für die Kontrahenten unentschieden ausging, für die Frauen allerdings dazu führten, dass Hortense Mancini in die Burg Mayenne und Marie Sidonia im Schloss Courcelles (im Mai 1668) unter Hausarrest gestellt wurden. Im Juni 1668 gelang der Duchesse de Mazarin die Flucht, die sie zu ihrer Schwester Maria Mancini nach Rom führte. Nachdem das Duell bekannt geworden war, wurde der Marquis der Courcelles in der unvermeidlichen gerichtlichen Untersuchung zu zwei Jahren Haft, bis Juli 1670, in der Conciergerie verurteilt.

## Der Prozess
Anfang 1669 wurde offenbar, dass Marie Sidonia schwanger war. Der Marquis de Courcelles, der offenbar nicht der Vater war, ließ seine Frau aus der Haft heraus unter Aufsicht stellen und reichte dazu am 3. April 1669 Klage beim Pariser Parlement wegen Ehebruchs ein. Das Verfahren sollte in Château-du-Loir geführt werden, Marie Sidonia wurde trotz ihrer Schwangerschaft an den Gerichtsort gebracht, wo sie fünf Tage später, am 9. Juli eine Tochter zur Welt brachte, die getauft und weggegeben wurde und fünf Wochen später starb. Am 7. September wurde Marie Sidonia zu zwei Jahren Klosterhaft wegen Ehebruchs verurteilt – und danach solle der Marquis entscheiden, ob er sie zurücknehme, wobei sie bei einer negativen Antwort auf Dauer im Kloster bleiben solle. Ihre Mitgift und der Besitz, den sie in die Ehe mitgebracht hatte, wurden beschlagnahmt und dem Ehemann übergeben, der allerdings mit einer Rente von jährlich 3600 Livres zu ihrem Lebensunterhalt beitragen sollte.
Marie Sidonia legte Berufung beim Parlement ein, dass vorab entschied, dass Marie Sidonia am 13. September in die Conciergerie gebracht und am 16. September ins Petit Châtelet verlegt werden sollte (in der Conciergerie saß bereits ihr Ehemann ein). Die Verlegung fand nicht statt, stattdessen gelang der Marquise in der Nacht vom 16. auf den 17. September mit Hilfe des Chevalier de Rohan (1635–1674), der bereits die Duchesse de Mazarin befreit hatte, die Flucht. Der Marquis de Courcelles profitierte von der Flucht nur insoweit, als dass die zu zahlende Rente am 19. Mai 1670 auf 2000 Livres reduziert wurde – die Vollstreckung des erstinstanzlichen Urteils hingegen war durch die Berufung gehemmt.
Marie Sidonia floh nach Luxemburg, kehrte aber bald wieder nach Paris zurück, wo sie von Freunden beherbergt wurde, bis ein Gerücht ihre Rückkehr publik machte. Der Marquis nahm das Verfahren gegen sie wieder und erreichte am 28. April 1672 ihre Verhaftung und erneute Einweisung in die Conciergerie. Marie Sidonia wiederum erfuhr, dass der Vater ihres Kindes, den sie bislang nicht genannt hatte, im Pariser Arsenal lebte (wo auch ihr Ehemann eine Dienstwohnung hatte) und sogar zum Capitaine befördert worden war, weswegen sie eine Verschwörung zu ihrem Nachteil anzeigte, damit aber keinen Erfolg hatte. Marie Sidonia plante nun ihre erneute Flucht.
Ihre Haftbedingungen waren so, dass sie im Gefängnis Gäste empfangen und Abendessen geben konnte, zudem zwei Bedienstete zur Verfügung hatte. Am 4. März 1673 mischte sie sich am Ende eines dieser Abendessen verkleidet unter die aufbrechenden Gäste, während sich ihre Kammerzofe in ihr Bett legte. Sie konnte unbehelligt die Conciergerie verlassen und fuhr in der Kutsche der Duchesse de Villars davon, versteckte sich eine Woche in einem Steinbruch, dann zwei Tage beim Duc de Villars, bevor sie in einer Kutsche in ein selbstgewähltes Exil aufbrach.
Der Prozess wurde nicht nur ausgesetzt, sondern auch dem König zur Entscheidung vorgelegt. Am 17. Juni 1673 wurde Marie Sidonia zu 100.000 Livre Schadenersatz verurteilt, die Drohung mit lebenslanger Klosterhaft wurden aufgehoben; das Todesurteil gegen den (offiziell weiter unbekannten) Vater ihres Kindes wurde aufgehoben und in drei Jahre Verbannung aus Paris, Anjou und Maine bei einer moderaten Geldstrafe reduziert.

## Auf der Flucht
Die Marquise de Courcelles hatte erst das Schloss Athée einer Verwandten im Herzogtum Burgund aufgesucht und war dann in ein Kloster in Gray in der Freigrafschaft Burgund weitergereist. Als der seit 1672 andauernde Holländische Krieg im Mai 1674 wieder aufflammte, verließ Marie Sidonia das Kloster und kehrte nach Athée zurück. Das Schloss wurde bald von spanischen Offizieren als Versammlungsort benutzt, hier wurden Pläne besprochen, die Marie Sidonia den Franzosen verraten konnte. Sie erhielt vom König für ihre Dienste 10.000 Écu – wodurch aber auch ihr Aufenthaltsort auch ihrem Ehemann bekannt wurde. Nach Kriegsende, die Freigrafschaft unterstand nun der französischen Gerichtsbarkeit, ließ dieser – er war mittlerweile Oberst eines Kavallerieregiments – nach ihr suchen, was Marie Sidonia dazu zwang, weiter zu fliehen.
Am 5. November 1675 erreichte sie Genf, wo sie nach dem ihr empfohlenen Schriftsteller und Historiker Gregorio Leti fragte, der ihr nicht nur weiterhalf, sondern auch ihr Italienischlehrer wurde und schließlich ihre Lebensbeschreibungen und Briefe herausgab. Als sie sich dann aber mit einem früheren Liebhaber, François Brûlard du Boulay überwarf, der sie in Genf besuchte und der sie nun, ihrer Affären überdrüssig, bei der Genfer Gesellschaft in ein schlechtes Licht rückte, reiste sie in savoyische Annecy weiter, dann ins päpstliche Avignon – wo sie hörte, dass die Duchesse de Mazarin vom englischen König (dessen Mätresse sie geworden war) eine Pension gewährt bekommen hatte, worauf sie sich inkognito via Bretagne, La Rochelle und Jersey auf den Weg nach London machte, wo sie am 17. Juli 1676 ankam. Da aber Duchesse de Mazarin sich weigerte, sie zu empfangen, musste sie, als ihr die Mittel ausgingen, London verlassen und erreichte Anfang September wieder Avignon. Hier erfuhr sie, dass der Marquis de Courcelles am 26. August 1678 an einer Rippenfellentzündung gestorben war.

## Letzte Jahre
Aufgrund der Nachricht vom Tod ihres Ehemanns wagte sich Marie Sidonia zurück nach Paris mit dem Ziel, die gegen sie laufenden Gerichtsverfahren zu beenden, ihren Besitz zurückzufordern, den sich die Erben ihres Mannes angeeignet hatten. Sie bezog, in der Annahme, dass sie um ihre Freiheit nicht mehr fürchten müsse, ein gemietetes Haus in der Rue Saint-Antoine, das jedoch am 21. Dezember 1678 auf Antrag der Erben ihres Mannes von Soldaten gestürmt wurde, die der Ansicht waren, dass die Ansprüche des verstorbenen Marquis auf sie übergegangen seien und deswegen die Klage gegen Marie Sidonia wieder aufgenommen hatten. Sie wurde verhaftet und erneut in die Conciergerie gebracht und diesmal wegen Fluchtgefahr in strengster Haft gehalten. Am 9. Januar 1679 reichten die Erben ihren Antrag ein. Zwar wurden die Haftbedingungen nach einigen Wochen gelockert, doch musste sie ein Jahr in der Conciergerie bleiben, bevor am 20. Dezember 1679 die Anhörung begann.
Am 5. Januar 1680 wurde sie dazu verurteilt, dem Bruder ihres verstorbenen Mannes 60.000 Livres Schadenersatz zu zahlen – ohne zu berücksichtigen, wie viel der Marquis und seine Familie bereits von ihrem Vermöge mausgeben hatten. Sie musste sich verpflichten, einen Großteil ihres Besitzes zu verkaufen, bevor sie am 7. Januar 1680 aus der Haft entlassen wurde – aber ihre Glanzzeit war offenbar vorbei. Am 19. Januar 1685 ging sie mit Jacques de Gaultier, Seigneur de Montreuil et de Tilleul, dem Dragonerhauptmann der Königin, eine zweite Ehe ein, starb aber noch im gleichen Jahr im Alter von 35 Jahren.

## Werke
- Vie de la marquise de Courcelles, écrite en partie par elle-même, suivie de ses lettres et de la correspondance italienne de Gregorio Leti, relative à cette dame, Édition Simon Chardon de la Rochette, Paris, Xhrouet, Déterville et Petit, 1808.
- C. H. de Saint-Didier (Hrsg.): Mémoires de la Marquise de Courcelles née Marie Sidonia de Lenoncourt et sa correspondance précédé de sa vie et de son procès, Paris 1869 (online)
- Paul Pougin (Hrsg.): Mémoires et correspondance de la marquise de Courcelles, chez P. Jannet, Paris, 1860 (online)